# Săiți
Săiți è un comune della Moldavia situato nel distretto di Căușeni di 2.277 abitanti al censimento del 2004.